# Typhochrestus bogarti
Typhochrestus bogarti är en spindelart som beskrevs av Robert Bosmans 1990. Typhochrestus bogarti ingår i släktet Typhochrestus och familjen täckvävarspindlar.
Artens utbredningsområde är Marocko. Inga underarter finns listade i Catalogue of Life.